# Jakiri
Jakiri ist eine Gemeinde in Kamerun in der Region Nord-Ouest im Département Bui. 

## Geografie
Jakiri liegt im Nordwesten Kameruns, etwa 30 Kilometer nördlich des Bamendjing-Sees.

## Verkehr
Jakiri liegt an der Nationalstraße N11, die Provenzialstraße P20 beginnt hier.